# Salvia leucantha
Salvia leucantha är en kransblommig växtart som beskrevs av Antonio José Cavanilles. Salvia leucantha ingår i släktet salvior, och familjen kransblommiga växter. Inga underarter finns listade i Catalogue of Life.

## Bildgalleri

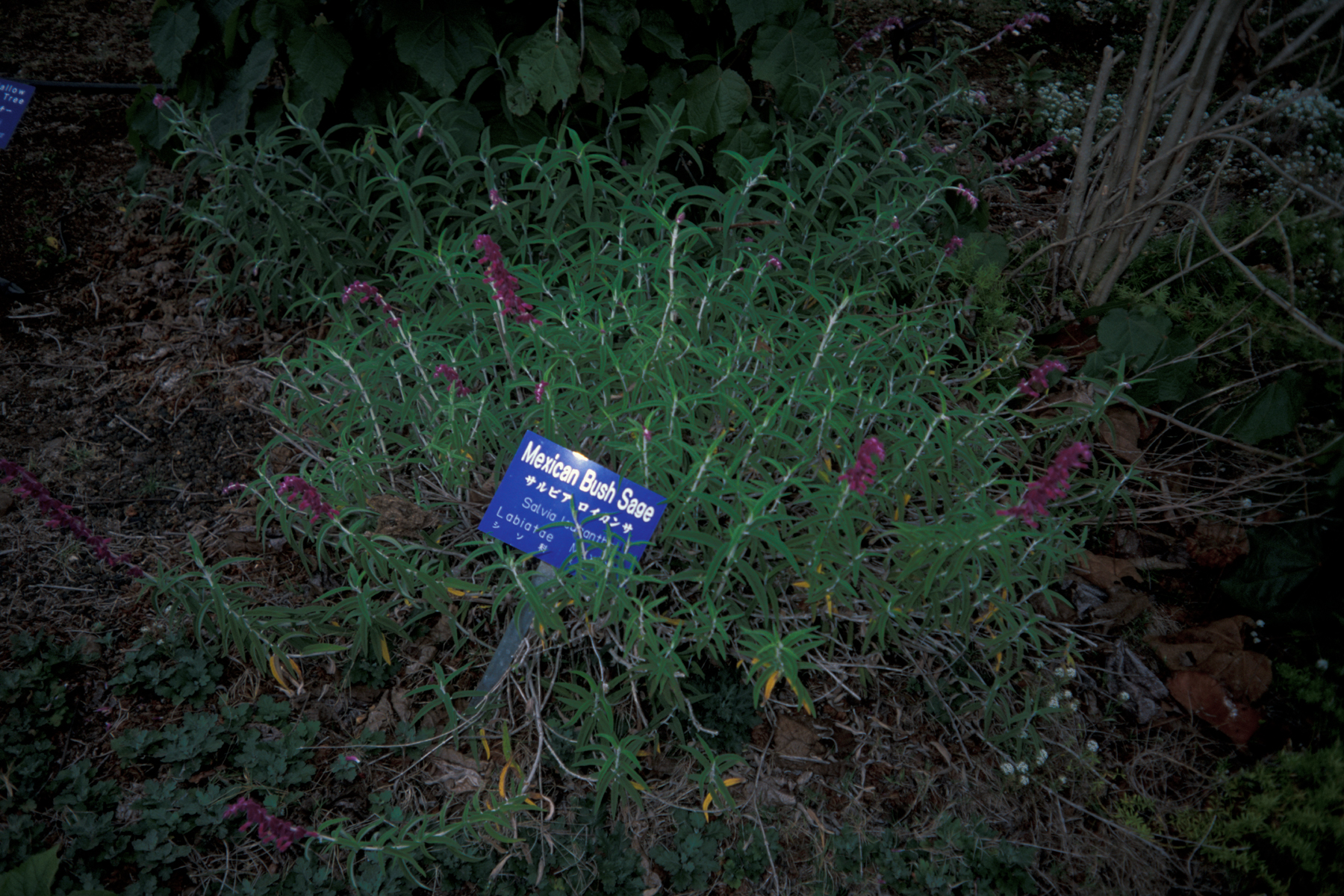
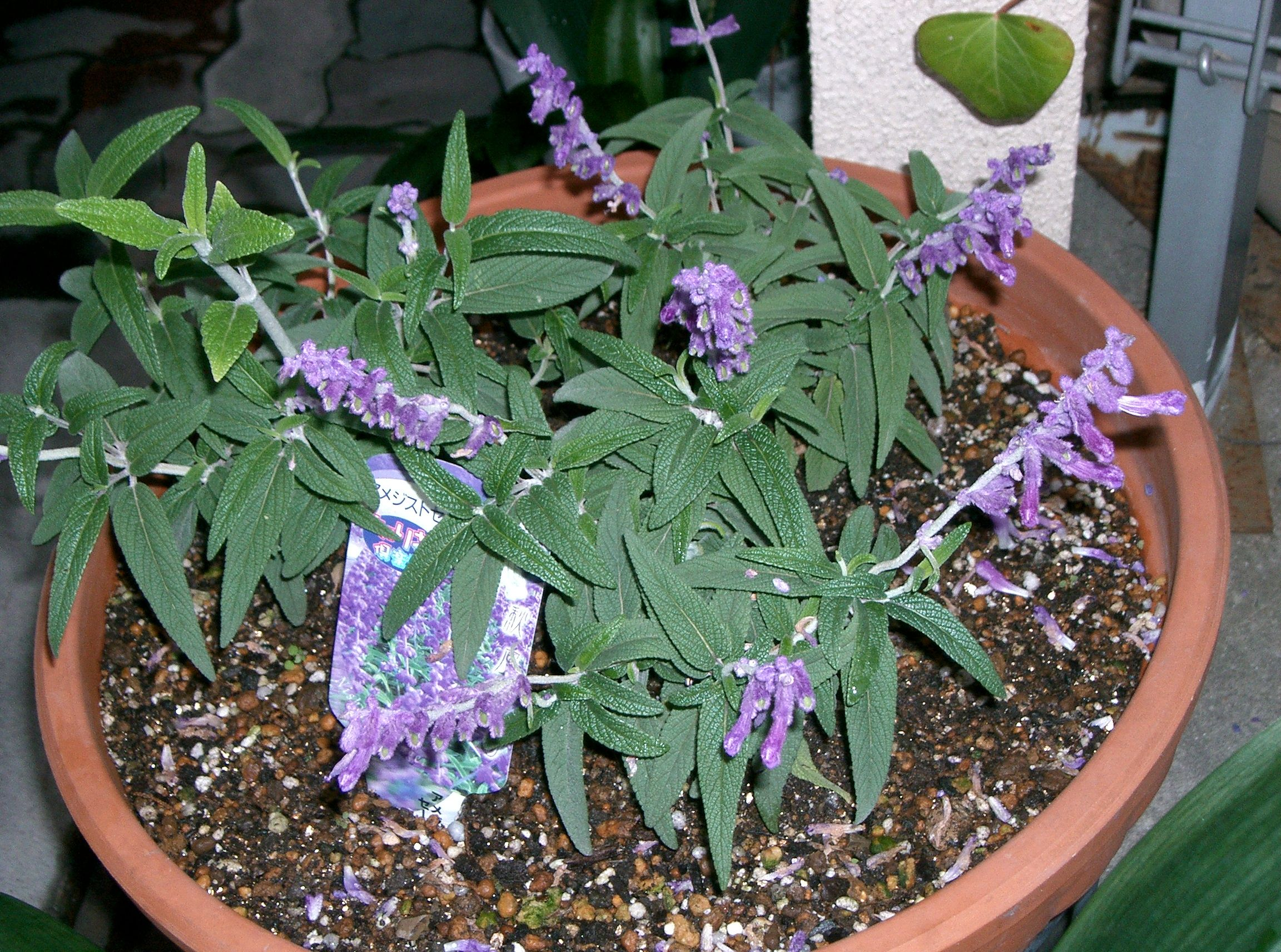
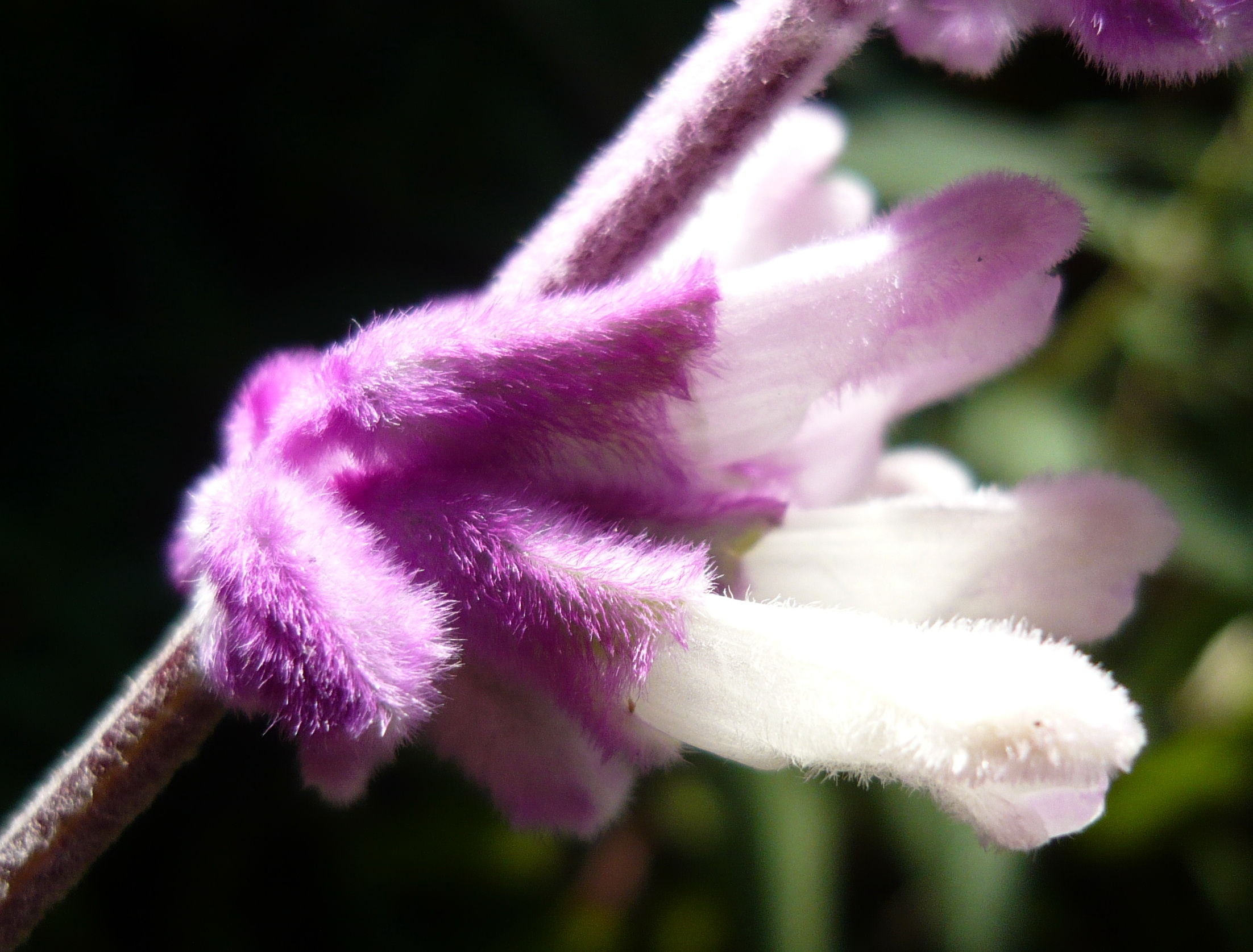
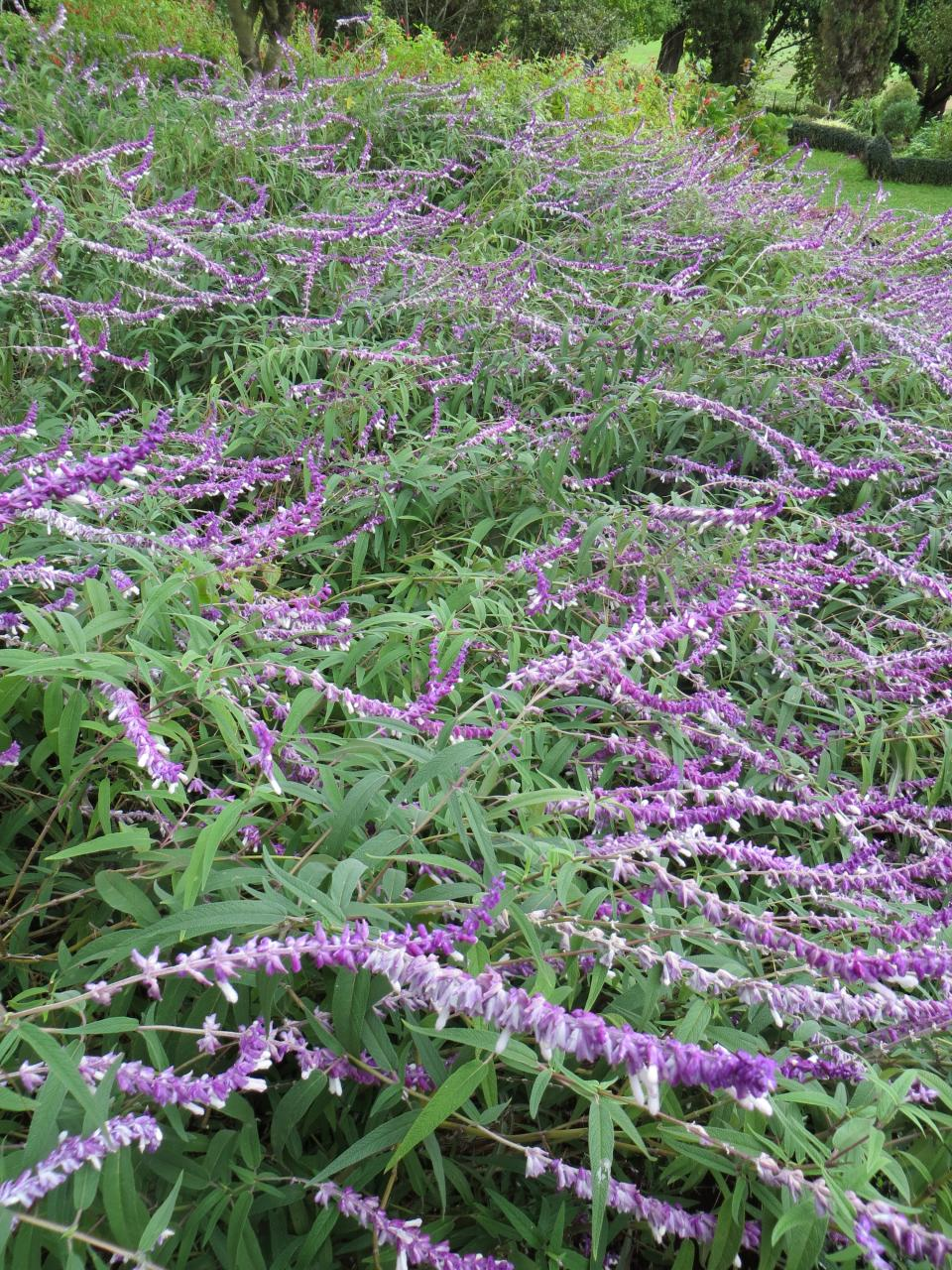
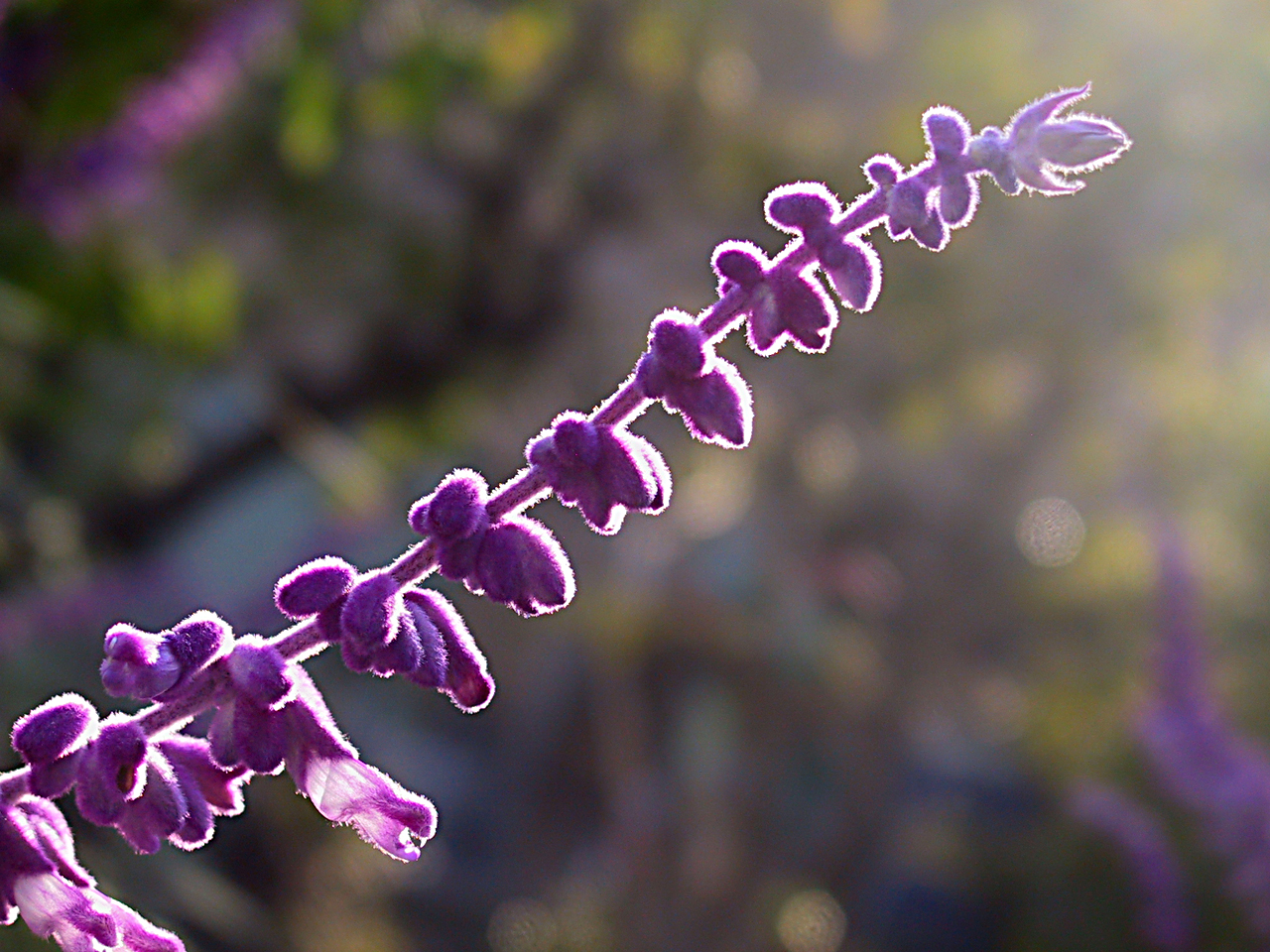
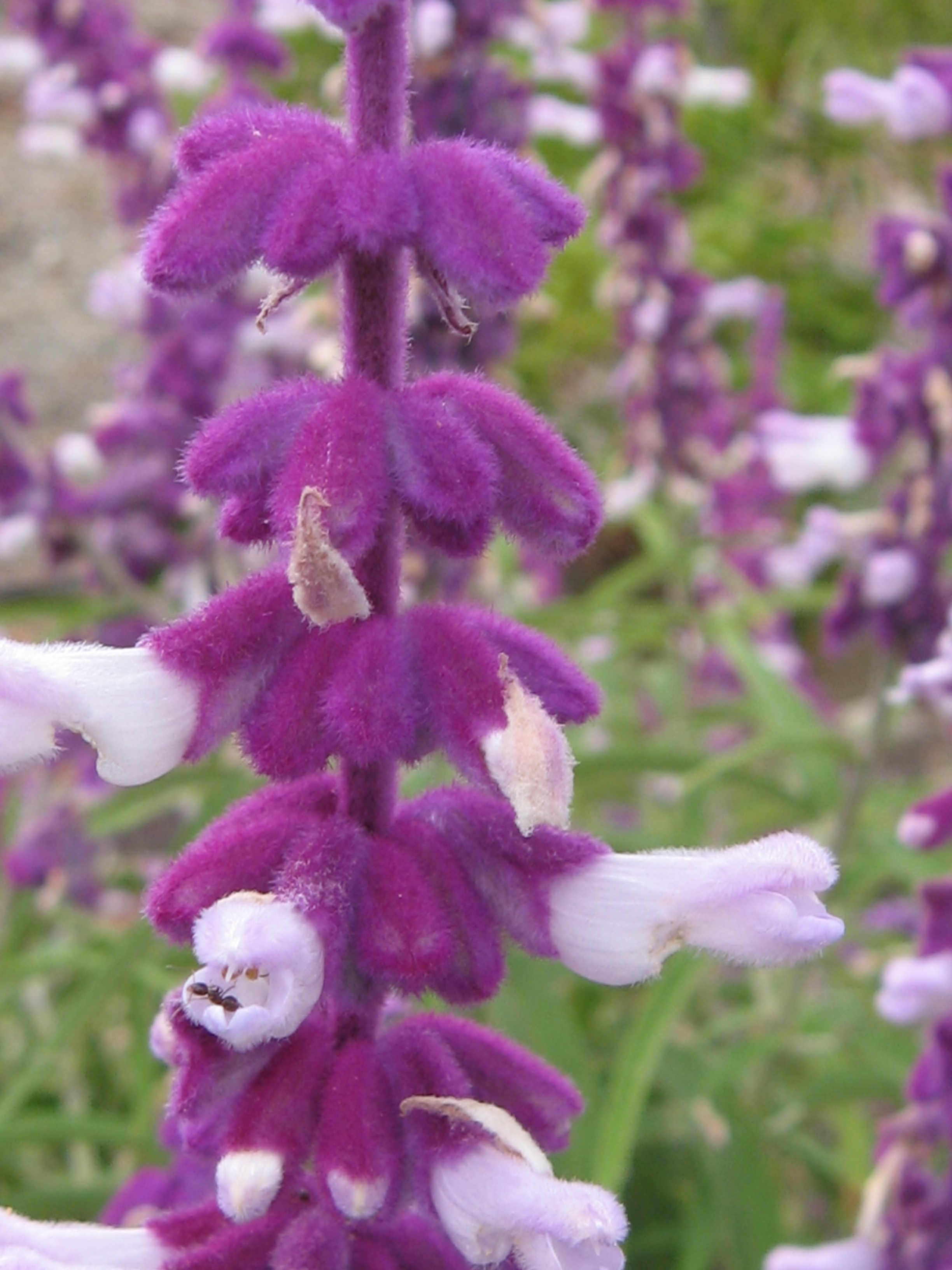